# Culte
Pour les articles homonymes, voir culte (homonymie).

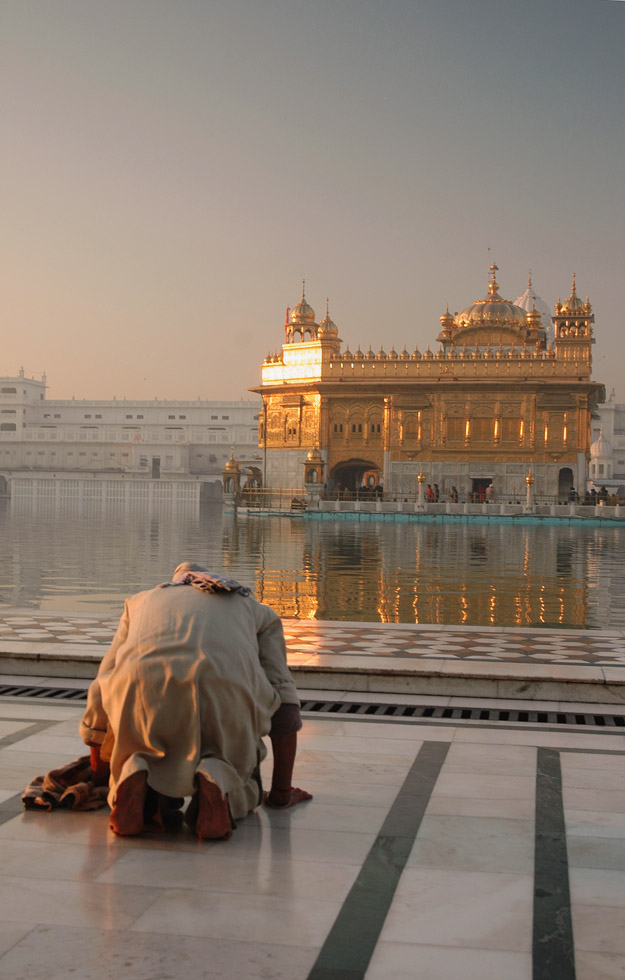
Un dévot sikh rendant un culte au Temple d'or d'Amritsar (2007).

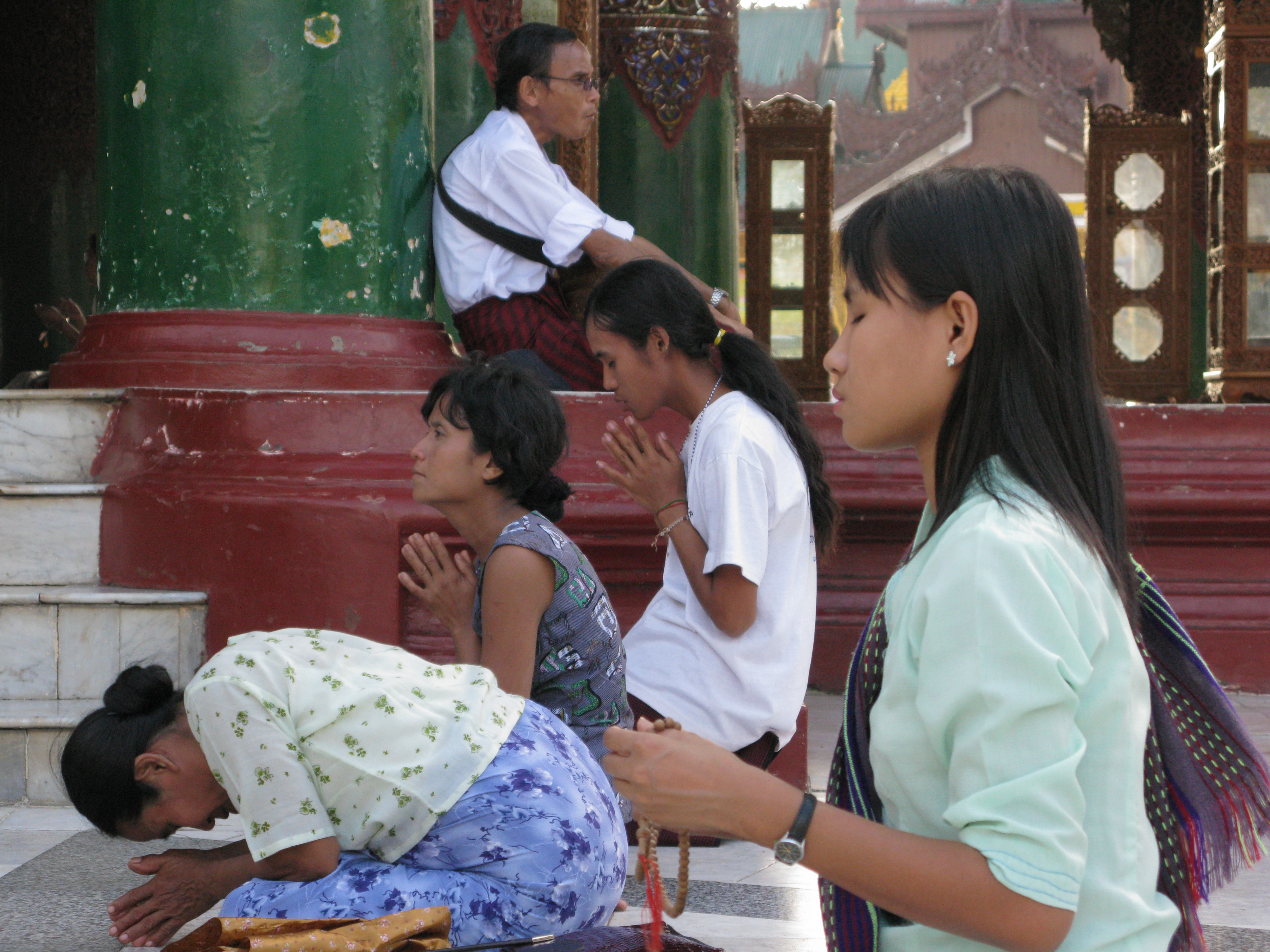
Un dévot sikh rendant un culte au Temple d'or d'Amritsar (2007).

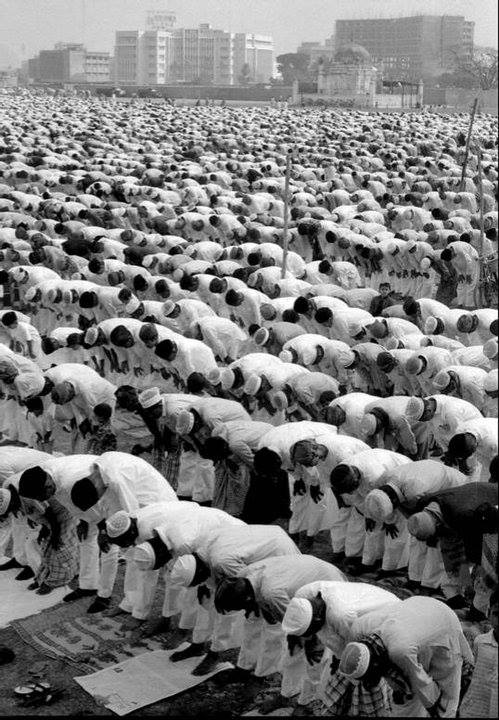
Prière (Islam) de l'Aïd al-Adha au stade de Dhaka en 1965.

Un culte est un ensemble de pratiques d'hommage ou de vénération rendu par un groupe à une divinité, un être vivant mythique ou réel, un inanimé ou un phénomène à qui ce groupe reconnaît une dimension « de supériorité, d'excellence ou de sacré » et attribue des qualités remarquables ou exceptionnelles. Le culte est un des éléments des religions. Par extension, le terme peut s'appliquer à des valeurs morales (la justice par exemple) ou sociétales (la patrie par exemple).
Dans le protestantisme, le terme de culte est très largement utilisé pour désigner l'ensemble des services religieux, publics ou privés (culte familial). Le terme de messe, auquel est attachée la notion très catholique de répétition du sacrifice du Christ, est donc banni du protestantisme au profit du terme de culte, sauf dans l'anglicanisme qui a gardé l'usage traditionnel du mot Holy mass (« Sainte messe ») tout en en faisant évoluer la signification. Les paroisses protestantes proposent un culte dominical qui a vocation à réunir toute la communauté les dimanches matin le plus souvent à 10 heures ou 10 heures 30.
Le terme culte peut prendre un certain nombre de sens dérivés, en psychologie ou dans le langage courant.

## Étymologie
Culte vient du latin cultus, dérivé du verbe colere, qui veut dire au sens propre « cultiver » et par extension « rendre un culte ».
Rendre un culte, c'est donc « cultiver » une relation avec une divinité et vouloir la faire « fructifier » pour le plus grand bénéfice moral et matériel (paix, richesse, prospérité, bonheur, « salut », santé, etc.) de l'individu ou de la communauté qui le pratique.

## Contexte strictement religieux

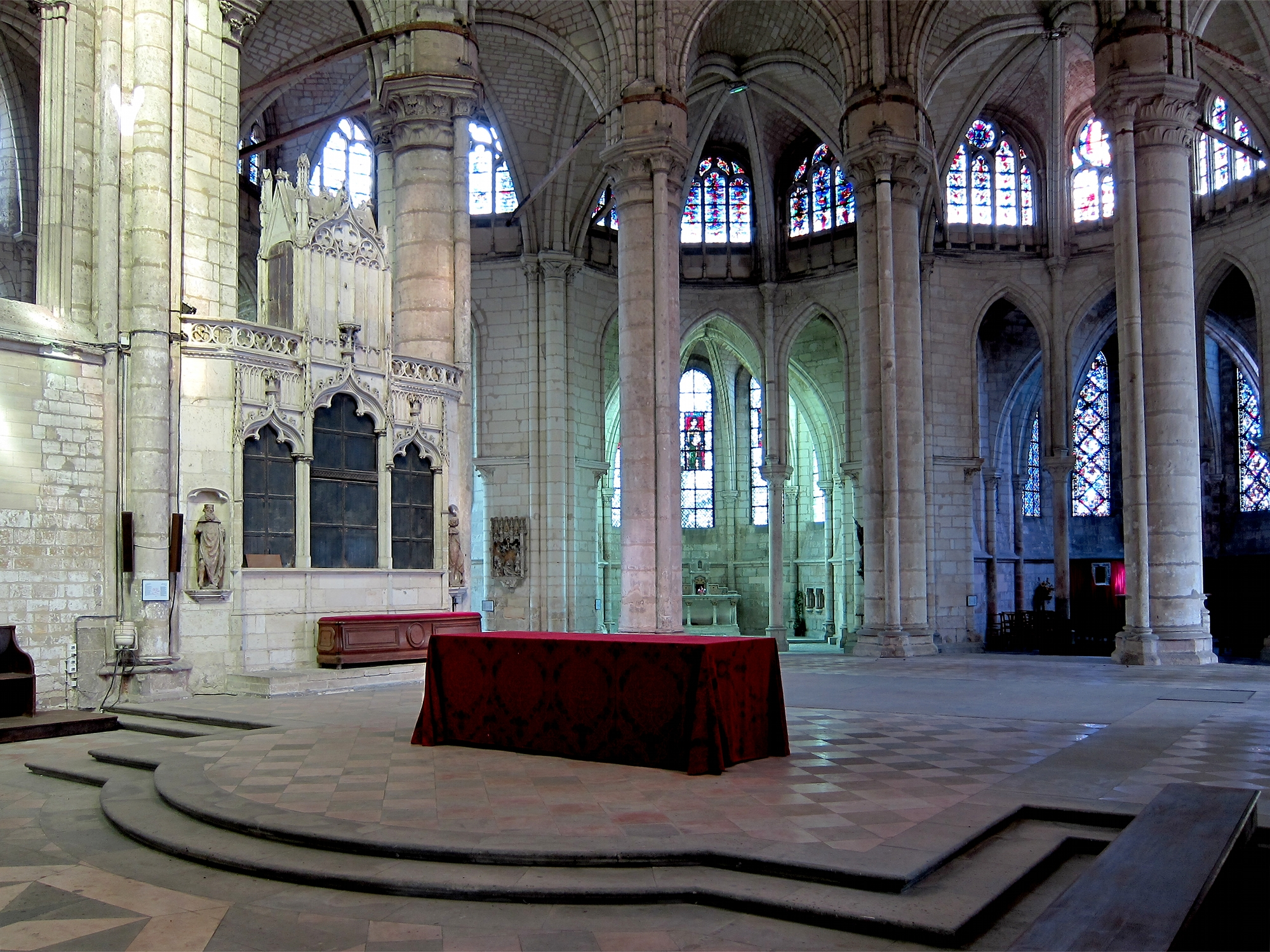
Le chœur de la basilique Saint-Quentin de Saint-Quentin (Aisne).

On appelle culte l'ensemble des pratiques publiques et privées d'une religion par lesquelles se manifeste le rapport des croyants à leurs dieux, soit pour les invoquer, soit pour les prier, soit pour les remercier. Il est l'élément central de toute religion, le moment où les fidèles se réunissent et communient avec les divinités et entre eux.
Certains rites sont publics, ils concernent la totalité des membres du groupe religieux en question. D'autres sont réservés à une sphère particulière du groupe, à commencer par les cultes familiaux.
De plus, certains pratiques rituelles peuvent relever de l'ésotérisme, c'est-à-dire être réservées à des initiés. Ainsi, aux premiers siècles du christianisme, les catéchumènes ne pouvaient assister à la célébration de l'Eucharistie, privilège des baptisés. La célébration des mystères antiques relevait de cette catégorie.
Les principaux actes cultuels sont : 
- le sacrifice, la libation, l'offrande et l'éducation ;
- la prière (invocation, louange, demande, etc.) ;
- le chant et la musique ;
- la lecture de textes sacrés ;
- la prédication qui a un rôle important dans les religions abrahamiques ;
- les pèlerinages, processions.

On appelle liturgie le déroulement du culte tel que chaque tradition le fixe. Le culte est ritualisé : il renvoie à un mythe qui le fonde et le justifie, l'explique, et en fixe le sens.
La célébration du culte est souvent réservée à un personnage spécial, le prêtre du culte qui peut avoir été choisi de diverses manières (appartenance à une classe sacerdotale, élection, choix par la divinité ou ordination). Dans le culte familial, le père de famille est fréquemment le célébrant. Il agit dans ce cadre ex officio : sa fonction de pater familias le désigne automatiquement pour présider le culte familial.
La théologie catholique fait une distinction entre le culte de latrie, dû à Dieu et à la Sainte Trinité, et le culte de dulie, simple vénération due aux saints. Le protestantisme, qui ne reconnaît pas le culte des saints, ne fait pas cette distinction.
Culte est le nom donné aux offices religieux protestants ou évangéliques. Ils sont définis comme un moment que le chrétien passe avec Dieu au cours duquel le fidèle rend honneur à Dieu par la louange et l'adoration, où il dialogue avec Lui par la prière, et où il reçoit un enseignement spirituel et théologique fondé sur la lecture et l'explication de textes bibliques (enseignement appelé sermon ou prédication).
Le culte Vaudou est une religion originaire des peuples Ewé ( adja-ewe, fon, Kotafon etc..) d'Afrique de l' ouest. Ce culte est exécuté par un prête vaudou choisi selon la parenté ( père au fils ou cousin ) ou par choix du vaudou lui même. Le vaudou représente des entités spirituelles qu'on représente par des objets en argile, en argent, en bois, en bronze et en or par  lesquels on communique avec le monde spirituel. Le vaudou est une religion ancestrale  qui englobe un vaste champ de pratique de rituels et de croyance. Chaque 10 janvier au Bénin le peuple célèbre la fête du vaudou. Beaucoup de prêtres adeptes, Gardien traditionnels, et chefs traditionnels des pays environnants sont invités à cette fête. Même les touristes de tous les horizons participent à cette fête religieuse  au Bénin.

## Sens dérivés
Par extension, on appelle « culte » :
- le fait de croire en une divinité et de l'honorer en général ;
- la vénération envers quelqu'un ou quelque chose (par exemple : avoir le culte de l'ordre) ;
- quelqu'un ou quelque chose qui suscite l'enthousiasme ou la passion d'un public (par exemple film-culte, auteur-culte)[7].

Le terme culte peut prendre une connotation péjorative lorsqu’il est considéré comme outrancier ou adressé à un objet indigne : « culte de l'argent », « culte du Veau d'or » ou « culte de la personnalité ».
Les religions dont les pratiques ou croyances sont considérées comme répréhensibles sont parfois appelées « cultes » (il s'agit alors d'un anglicisme : le mot anglais cult étant équivalent au français « secte »).
En psychologie, le « culte du moi » est apparenté au narcissisme, et c’est aussi un thème littéraire fécond,,,,.